# San Pedro Totomachápam
San Pedro Totomachápam es una comunidad en el Municipio de Zimatlán de Álvarez en el estado de Oaxaca. San Pedro Totomachápam está a 1527 metros de altitud. 

## Geografía
Está ubicada a 16° 30' 10.08" latitud norte y 97° 4' 55.56" longitud oeste.

## Población
Según el censo de población de INEGI del 2010: la comunidad cuenta con una población total de 478 habitantes, de los cuales 259 son mujeres y 219 son hombres. Del total de la población 109 personas hablan alguna lengua indígena.

## Ocupación
El total de la población económicamente activa es de 154 habitantes, de los cuales 128 son hombres y 26 son mujeres.